# Allium dentigerum
Allium dentigerum là một loài thực vật có hoa trong họ Amaryllidaceae. Loài này được Prokh. mô tả khoa học đầu tiên năm 1930.